# Titoki

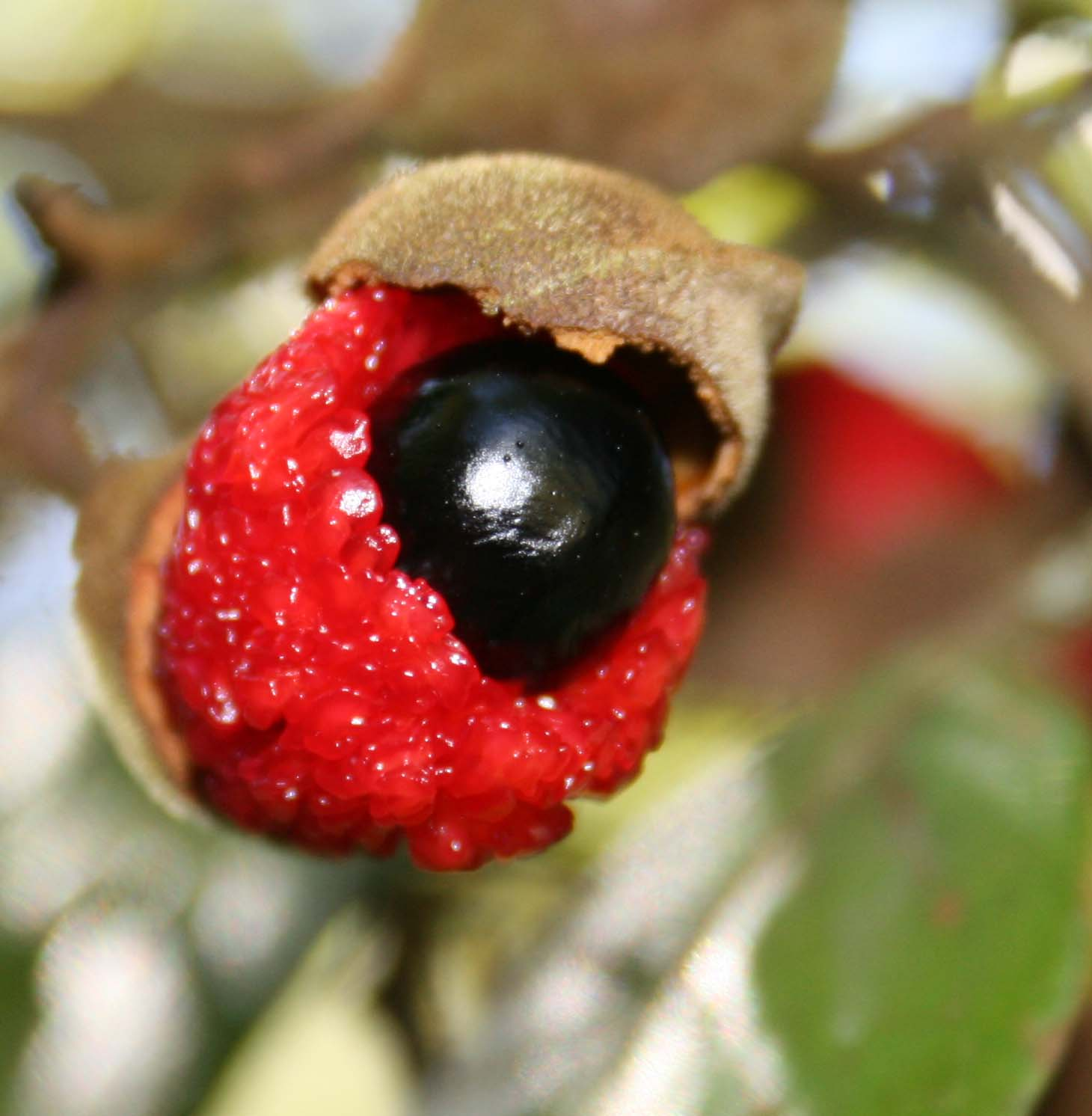
As frutas vermelhas e pretas do Tītoki

Titoki (Alectryon excelsus) é uma árvore da família Sapindaceae, com origem na Nova Zelândia.